# Brodie Dupont
Brodie Dupont (Russell, 17 febbraio 1987) è un allenatore di hockey su ghiaccio ed ex hockeista su ghiaccio canadese che in carriera vanta un'apparizione in National Hockey League.

## Carriera

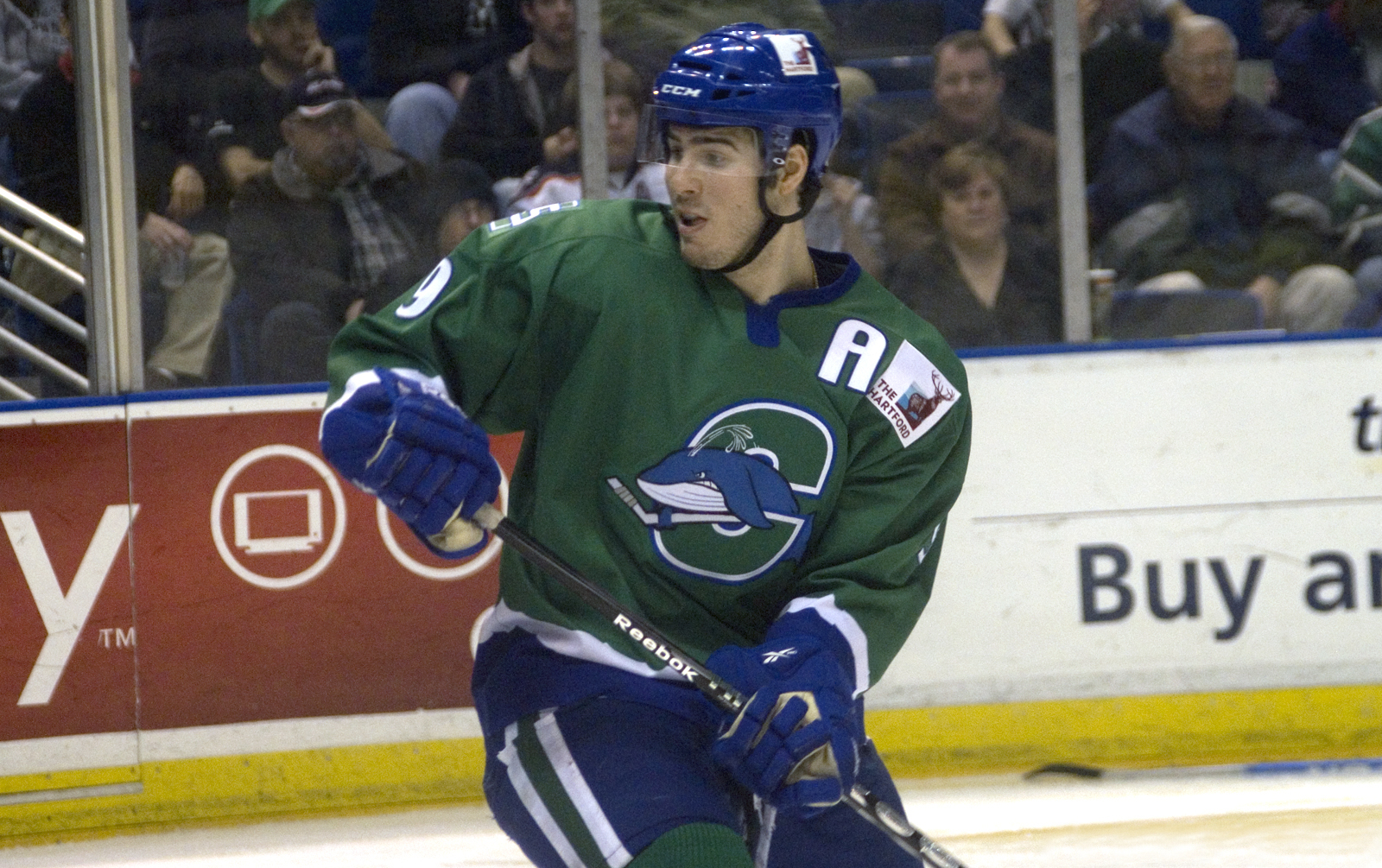
Dupont con la maglia dei Connecticut Whale

Brodie Dupont iniziò la propria carriera nel campionato giovanile della Western Hockey League, con la maglia dei Calgary Hitmen. In tre stagioni totalizzò 257 presenze e mise a segno 184 punti, frutto di 96 reti e 88 assist. Nel Draft 2005 su selezionato in sessantaseiesima posizione assoluta dai New York Rangers.
Nel 2007 entrò nell'organizzazione dei Rangers, e fu inserito nel roster della formazione affiliata in American Hockey League degli Hartford Wolf Pack. Dupont giocò per quattro stagioni consecutive nella franchigia del Connecticut, compresa la stagione 2010-2011, quando la squadra mutò il proprio nome in Connecticut Whale, raccogliendo 153 punti in 310 partite giocate. Nel gennaio del 2011 ebbe l'opportunità di essere schierato dai Rangers in NHL contro gli Atlanta Thrashers. Dopo una sola partita giocata fu tuttavia richiamato in AHL dai Whale.
Nella stagione 2011-2012 lasciò i Rangers per entrare nell'organizzazione dei Nashville Predators, dove fu inserito nel roster dei Milwaukee Admirals, farm team della AHL. Nel corso della stagione in 44 partite fu autore di 15 punti. Nella stagione 2012-13 approdò in Europa nella Serie A italiana, ingaggiato dall'HC Valpellice. Nel 2013 tornò in AHL superando un try-out con gli Hartford Wolf Pack.
Nel gennaio 2014 lasciò gli Stati Uniti per trasferirsi nella DEL con la maglia degli Iserlohn Roosters.
Dopo due stagioni e mezza ha fatto ritorno in Nord America, in ECHL coi Norfolk Admirals; nella seconda parte di stagione ottenne un try-out in American Hockey League coi Bakersfield Condors, fino al termine della regular season, raccogliendo 21 presenze. Prima dell'inizio dei play-off, gli Admirals lo cedettero ai Greenville Swamp Rabbits, sempre in ECHL, con cui raccolse due presenze. A fine stagione rimase svincolato, e fece ritorno agli Admirals per una seconda stagione.
Nell'estate del 2018 fece ritorno in Europa: dapprima in EBEL con il Dornbirner EC (stagione 2018-2019), poi in Danimarca con gli Herning Blue Fox (dal 2019).

## Palmarès

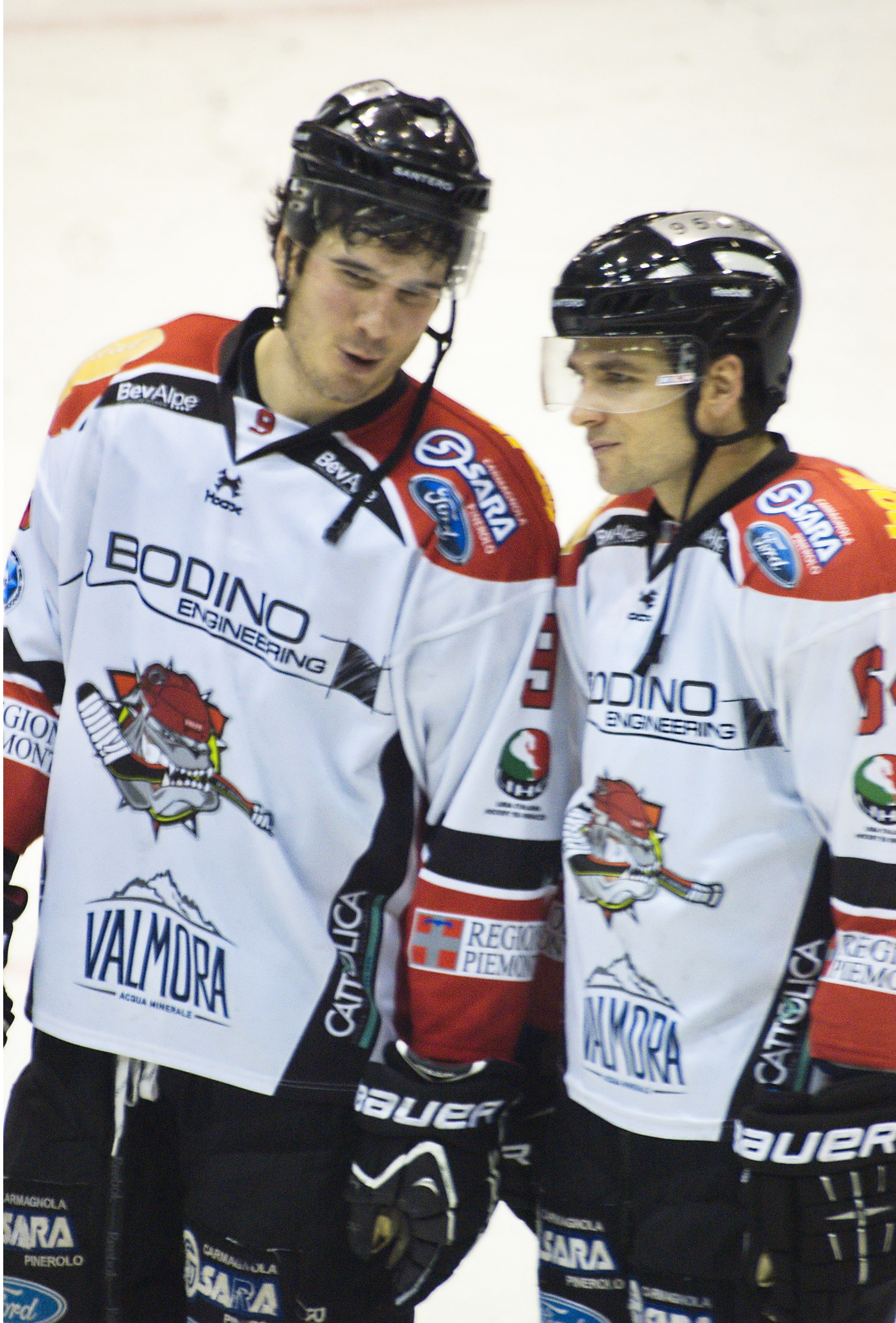
Dupont (nr. 9) assieme a Brian Ihnacak con la maglia del Valpellice

### Club
- Coppa Italia: 1

Valpellice: 2012-2013